# Böses Weibele
Böses Weibele är en bergstopp i Österrike.   Den ligger i distriktet Lienz och förbundslandet Tyrolen, i den centrala delen av landet, 300 km sydväst om huvudstaden Wien. Toppen på Böses Weibele är 2 521 meter över havet.
Terrängen runt Böses Weibele är huvudsakligen mycket bergig. Närmaste större samhälle är Lienz, 8,8 km öster om Böses Weibele. 
Trakten runt Böses Weibele består i huvudsak av gräsmarker. Runt Böses Weibele är det ganska glesbefolkat, med 24 invånare per kvadratkilometer.